# Kapelle Hof Flerke

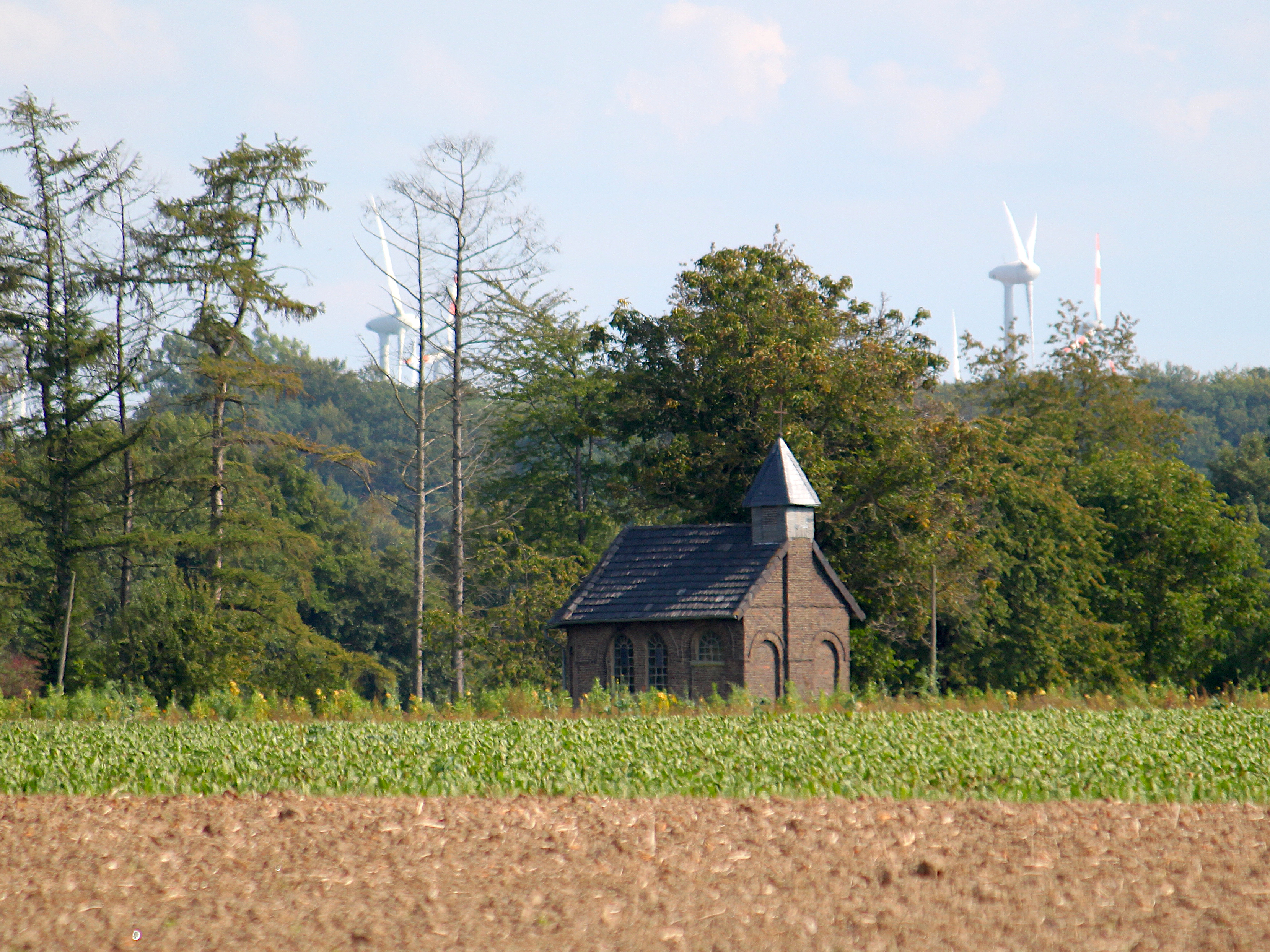
Kapelle Hof Flerke

Die Kapelle Hof Flerke ist ein denkmalgeschütztes Kirchengebäude Am Hof Flerke 1 in Werl im Kreis Soest (Nordrhein-Westfalen).

## Geschichte und Architektur
Am Rande einer zum Ende des 13. Jahrhunderts erstmals urkundlich erwähnten, zum Teil umgräfteten Hofanlage liegt die Backsteinkapelle mit dreiseitig geschlossenem Chor. Das Dach ist mit einem Dachreiter bekrönt. Der Portalsturz ist mit 1852 bezeichnet.

## Ausstattung
- Zwei übereinander montierte Flügel eines Schnitzaltares aus der Zeit um 1500 sind barock mit Säulen und Voluten eingerahmt. Die Flügel stammen möglicherweise aus der Propsteikirche in Werl. Die Reliefs mit Szenen der Passion Christi sind von Schleierwerk überfangen, auf den Rückseiten sind gemalte Szenen aus dem Leben der Muttergottes.
- Zwei wohl dazugehörende Heiligenfiguren aus Holz werden an einem anderen Ort verwahrt.
- An der Westwand steht ein geschnitzter Hausaltar aus der zweiten Hälfte des 17. Jahrhunderts. Die dazugehörige Figur ist eine Nachbildung des Werler Gnadenbildes.
- Eine barocke Maria auf einer Mondsichel
- Die ausdrucksstarke Pietà, bezeichnet mit 1745, ist ebenfalls ausgelagert.[1]